# Небесный замок
«Небесный замок» (англ. SKY Castle, кор. SKY 캐슬, SKY Kaeseul) — южнокорейский телесериал 2018—2019 года, в главных ролях Ём Джон-а, Ли Тхэ-ран, Юн Сэ-а, О На-ра и Ким Со-хён. Выходил с 23 ноября 2018 по 1 февраля 2019 года на канале JTBC. Повествование освещает вопросы вступительных экзаменов в колледж, частного образования и медицины в Южной Корее.
До 2 мая 2020 года был самым рейтинговым сериалом в истории корейского кабельного телевидения.

## Сюжет
Сатирическая драма, в которой подробно рассматриваются меркантильные интересы родителей высших классов в Корее, и то, как они безжалостно защищают успехи своих семей ценой разрушения жизни других. Драма вращается вокруг жизни домохозяек, живущих в роскошном жилом районе под названием SKY Castle в пригороде Сеула, где живут богатые врачи и профессора. Их жёны полны решимости сделать мужей более успешными и воспитывать своих детей, как принцы и принцессы, чтобы они были лучшими учениками. Они хотят, чтобы их дети поступили в лучшие университеты, поэтому они используют все возможные способы, чтобы получить это. Они тратят миллиарды вон, чтобы нанять репетиторов для вступительных экзаменов в колледж.
Хан Со Чжин (Юм Чжон-а) нанимает координатора Ким Чжу Ён (Ким Со Хён), чтобы ее дочь Кан Е Со (Ким Хе Юн), образцовая студентка, была принята в медицинскую школу Сеульского университета. После самоубийства Ли Мён Чжу (Ким Чон-нан), матери Ён Чжэ (который недавно поступил в Сеульский университет), семья Хван Чи Ён (Чхве Вон Ён) переезжает в Небесный замок вместе с ним. В семье часто возникают конфликты с другими обитателями замка из-за их разногласий. После трагического инцидента в замке судьбы семей переплетаются, и происходят новые удивительные события.

## В ролях
- Ём Джон-а — Хан Со-джин
- Ли Тхэ-ран — Ли Су-лим
- Юн Сэ-а — Но Сон-хе
- О На-ра — Джин Джин-хи
- Ким Со-хён — Ким Чен-ён

## Саундтрек
1. Princess Maker (프린세스메이커) – Чун Дан-би
2. Time is Always On My Side (시간은 언제나 나의 편) – Romantic Punch
3. It Has To Be You (너여야만 해) – ABOUT
4. We All Lie – Ха Джин
5. Comma (쉼표) – WAX
6. I Do – MIII
7. It's Good As Long As Only I Live (나만 잘 살면 되지) – Юк Джунг-ван

## Рейтинги
| № серии     | Дата показа     | AGB Nielsen  | AGB Nielsen |
| № серии     | Дата показа     | Национальный | Сеул        |
| ----------- | --------------- | ------------ | ----------- |
| 1           | 23 ноября 2018  | 1.727%       | 2.9%        |
| 2           | 24 ноября 2018  | 4.373%       | 4.584%      |
| 3           | 30 ноября 2018  | 5.186%       | 6.035%      |
| 4           | 1 декабря 2018  | 7.496%       | 8.144%      |
| 5           | 7 декабря 2018  | 7.487%       | 8.623%      |
| 6           | 8 декабря 2018  | 8.934%       | 9.754%      |
| 7           | 14 декабря 2018 | 8.432%       | 9.667%      |
| 8           | 15 декабря 2018 | 9.539%       | 10.471%     |
| 9           | 21 декабря 2018 | 9.714%       | 10.522%     |
| 10          | 22 декабря 2018 | 11.298%      | 13.312%     |
| 11          | 28 декабря 2018 | 9.585%       | 10.296%     |
| 12          | 29 декабря 2018 | 12.305%      | 13.646%     |
| 13          | 4 января 2019   | 13.279%      | 14.389%     |
| 14          | 5 января 2019   | 15.780%      | 17.254%     |
| 15          | 11 января 2019  | 16.397%      | 18.443%     |
| 16          | 12 января 2019  | 19.243%      | 21.010%     |
| 17          | 18 января 2019  | 19.923%      | 21.927%     |
| 18          | 19 января 2019  | 22.316%      | 24.501%     |
| 19          | 26 января 2019  | 23.216%      | 24.622%     |
| 20          | 1 февраля 2019  | 23.779%      | 24.357%     |
| Средний     | Средний         | 12.500%      | 12.627%     |
| Специальный | 2 февраля 2019  | 7.319%       | 7.327%      |

## Награды и номинации
| Награда                                      | Категория                                        | Получатель           | Результат | Ссылка |
| -------------------------------------------- | ------------------------------------------------ | -------------------- | --------- | ------ |
| 55th Baeksang Arts Awards                    | Лучшая драма                                     | Небесный замок       | Номинация | [ 11 ] |
| 55th Baeksang Arts Awards                    | Лучший телевизионный режиссер                    | Джо Хён-так          | Победа    | [ 11 ] |
| 55th Baeksang Arts Awards                    | Лучшая актриса                                   | Ким Со-хён           | Номинация | [ 11 ] |
| 55th Baeksang Arts Awards                    | Лучшая актриса                                   | Ём Джон-а            | Победа    | [ 11 ] |
| 55th Baeksang Arts Awards                    | Лучший актер второго плана                       | Ким Бюнг-чул         | Победа    | [ 11 ] |
| 55th Baeksang Arts Awards                    | Лучшая актриса второго плана                     | Юн Сэ-а              | Номинация | [ 11 ] |
| 55th Baeksang Arts Awards                    | Лучшая новая актриса                             | Ким Хе-юн            | Победа    | [ 11 ] |
| 55th Baeksang Arts Awards                    | Лучший сценарий                                  | Ю Хён-ми             | Номинация | [ 11 ] |
| 55th Baeksang Arts Awards                    | Техническая награда (съемка)                     | О Джаэ-хо            | Номинация | [ 11 ] |
| 12th Korea Drama Awards                      | Главный приз (Daesang)                           | Юм Джунг-а           | Номинация | [ 12 ] |
| 12th Korea Drama Awards                      | Лучшая драма                                     | Небесный замок       | Победа    | [ 12 ] |
| 12th Korea Drama Awards                      | Лучший сценарий                                  | Ю Хён-ми             | Номинация | [ 12 ] |
| 12th Korea Drama Awards                      | Лучший оригинальный саундтрек                    | We All Lie – Ха Джин | Победа    | [ 12 ] |
| 12th Korea Drama Awards                      | Премия «Горячая звезда Китая»                    | Ким Со-хён           | Победа    | [ 12 ] |
| 12th Korea Drama Awards                      | Премия за популярный персонаж (женщина)          | Ким Бо-ра            | Победа    | [ 12 ] |
| 11th Melon Music Awards                      | Лучший оригинальный саундтрек                    | We All Lie – Ха Джин | Номинация |        |
| 21st Mnet Asian Music Awards                 | Лучший оригинальный саундтрек                    | We All Lie – Ха Джин | Номинация | [ 13 ] |
| 27th Korean Culture and Entertainment Awards | Премия за выдающиеся достижения, актриса в драме | Ким Хе-юн            | Победа    | [ 14 ] |
| 24th Asian Television Awards                 | Лучший драматический сериал                      | Небесный замок       | Победа    | [ 15 ] |
| 24th Asian Television Awards                 | Лучшая актриса в роли второго плана              | Ким Со-хён           | Номинация | [ 16 ] |